# Zuzana Homolová
Zuzana Homolová, vlastním jménem Dobromila Baloghová (* 17. srpna 1948, Ružomberok, Československo) je slovenská zpěvačka, folková písničkářka a moderátorka.
V roce 1972 absolvovala Filosofickou fakultu UPJŠ v Prešově. Chodila do lidové školy umění, byla členkou Studentského divadla Karola Horáka při FF UPJŠ. V letech 1968–1969 studovala na francouzské L'Université de Poitier v Tours. Od roku 1972 žije v Bratislavě. V letech 1972–1975 působila jako pracovnice Krajského osvětového střediska, od roce 1975 učí na výtvarném oboru LŠU v Bratislavě. Je úspěšnou písničkářkou. Účinkuje na koncertech, v rozhlase i televizi. Ve Slovenské televizi moderuje program Urobme si ticho.
Zpočátku se věnovala zhudebňování a interpretaci lidových balad, později slovenské poezie, i tvorbě vlastních folkových písní. Byla členkou sdružení Šafrán. Dosud vydala pět alb.

## Diskografie
- Išlo dievča po vodu / Býval v horách jeden mlynár, 1973 – singl
- Čas odchádza z domu, 1989, 2011 – s Vladimírem Mertou a Janem Hrubým
- Homolová & Stivín, 1991, 1996
- Slovenské balady, 1995, 1999 – s Vlastou Redlem
- Tvojej duši zahynúť nedám, 2005 – s Danielem Salontayem a Samo Smetanou
- Ňet vekšeho rozkošu, 2013
- Prší na habry, 2014